# Mudong'aila
Mudong'aila (kinesiska: 木栋艾拉, 木栋艾拉乡) är en socken i Kina. Den ligger i den autonoma regionen Inre Mongoliet, i den norra delen av landet, omkring 170 kilometer öster om regionhuvudstaden Hohhot. Mudong'aila ligger vid sjön Zaohuokou Shuiku.
Genomsnittlig årsnederbörd är 568 millimeter. Den regnigaste månaden är juli, med i genomsnitt 154 mm nederbörd, och den torraste är januari, med 3 mm nederbörd.